# Microbiologia oral

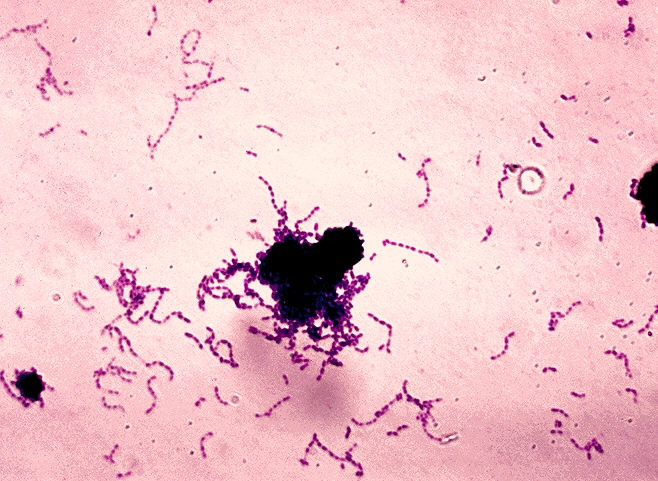
Streptococcus mutans: uma bactéria gram-positiva.

Microbiologia oral é o estudo de microrganismos da cavidade bucal e as interações entre os microorganismos orais e o hospedeiro. De particular interesse para odontologia é o papel dos microorganismos nas duas principais doenças bucais: cárie e doença periodontal.
A boca abriga uma variada, abundante e complexa comunidade microbiana. Bactérias acumulam-se tanto em tecidos duros quanto moles orais, em biofilmes. Aderência bacteriana é particularmente importante para as bactérias orais.
Bactérias orais têm evoluído seu mecanismo de sobrevivência para adaptar-se ao hospedeiro. Elas ocupam os nichos ecológicos fornecidos por dentes, gengivas e epitélio superficial. No entanto, um inato sistema de defesa monitora constantemente a colonização bacteriana e impede a invasão dos tecidos locais em um organismo saudável. Existe um equilíbrio dinâmico entre placa dental e as bactérias hospedeiras.

## Bactérias orais
Entre as bactérias existem estreptococos, lactobacilos, estafilococos, e vários anaeróbios. A cavidade oral do bebé recém-nascido não contém bactérias, mas torna-se rapidamente colonizado logo após a primeira inspiração de ar, principalmente por bactérias como a streptococcus salivarius. Com o aparecimento dos dentes durante o primeiro ano a colonização por streptococcus mutans e streptococcus sanguinis ocorre uma vez que estes organismos colonizam a superfície dental e a gengiva. Outros estreptococos aderem fortemente a gengivas e bochechas, mas não nos dentes. A gengiva (estruturs de suporte dos dentes) fornece um habitat para uma variedade de espécies anaeróbias. Bacteróides e espiroquetas colonizam a boca em torno da puberdade.